# Bărtășești
Bărtășești – wieś w Rumunii, w okręgu Bacău, w gminie Ungureni. W 2011 roku liczyła 389 mieszkańców.